# یواس‌اس لیکامینگ (ای‌پی‌ای-۱۵۵)
یواس‌اس لیکامینگ (ای‌پی‌ای-۱۵۵) (به انگلیسی: USS Lycoming (APA-155)) یک کشتی بود که طول آن ۴۵۵ فوت ۰ اینچ (۱۳۸٫۶۸ متر) بود. این کشتی در سال ۱۹۴۴ ساخته شد.